# Сложное-простое
«Сложное-простое» (нем. Kompliziert-Einfach, фр. Compliqué-Simple) — абстрактная картина русского художника Василия Кандинского, написанная в 1939 году и хранящаяся в Национальном центре искусства и культуры Жоржа Помпиду Государственного музея современного искусства в Париже, Франция.